# ユナク
ユナク（朝: 윤학、漢: 允鶴、英: Yoon Hak、1984年12月2日 - ）は、韓国の歌手であり、男性アイドルグループSUPERNOVA（超新星）のメンバーである。同グループではリーダーを務める。本名は鄭允鶴（チョン・ユナク）。

## プロフィール
- 身長181cm、体重65kg。血液型はO型。
- 国費留学生として来日し、愛知大学現代中国学部卒業[1]。
- ニックネームは、ユナクん。おじいちゃん。
- 趣味はバスケットボール、筋トレ、ドライブ、映画鑑賞、DVD鑑賞、ドライブ、スノーボード、キャップの収集。
- 特技は外国語、日本語、歌、ダンス、バスケットボール。
- 一人っ子。
- 好きな食べ物はひつまぶし・梅干し・明太子（明太子はスタジオパーク出演時談）。
- 好きな女性のタイプは、知的な雰囲気がある人。白いスキニーの人。
- 2011年10月25日に韓国陸軍へ現役入隊。
- 2013年7月24日に京畿道龍仁市陸軍第3軍司令部から1年9ヶ月の兵役義務を終え除隊した[2]。
- 2020年4月3日、新型コロナウイルスに感染していたことが明らかになった。なお、韓国の芸能界では初の感染者となった[3]。治療を受けている際には「重症患者」に分類されたが[4]、2020年5月15日に退院したことをSUPERNOVAの公式HPより発表された[5]。

## エピソード
- もともと日本映画やアニメが好きで日本語に関心を抱いていたが、たまたま在学していた韓国の高校が愛知大学と提携関係にあり、先生からの勧めもあって、国費留学生としての日本留学を決心した。愛知大学在学中は原（名古屋市天白区）に下宿し、黒笹駅から名鉄バスで名古屋校舎に通学していた。
- 大学在学中、名古屋市内の中華料理レストランでアルバイトをしていたところをスカウトされ、日本でモデルデビューを果たす。テレビ出演時に、たまたま来日していた韓国の事務所社長の目に留まり、「超新星」プロジェクトに誘われ、帰国後、韓国で歌手デビューを果たすことになった。
- グァンス、ソンモ、ジヒョク、ゴニルとは3歳ほど年の差があるが、本人曰く、童顔だから大丈夫、とのこと。
- メンバーのお母さんのような存在。ちなみに、ソンモと同室であった。弟キャラのソンモに慕われている。
- 日本デビューをする以前、グァンスに「初めて会ったときは（横顔が）俳優のイ・ジュンギに似ていると思っていた」と言われたことがある。
- よく聴く楽曲はCHEMISTRY「My Gift to You」である[6]。

## 出演

### テレビドラマ
韓国
- 私の残念な彼氏（2015年、MBC ） - カン・ヒチョル役[7]
- 偽りのフィアンセ～運命と怒り～（2018年、SBS ） - カン・ウィゴン役[8]

日本
- 恋するキムチ（2011年5月4日、NHK岐阜） - イ・ウォンジュン役
- 増山超能力師事務所 - （2017年2月23日、読売テレビ） - ユン・ジフン役[9]
- バウンサー（2017年4月 - 6月、BSスカパー!） - 主演・蜂野信也 役[10]

### バラエティ
- ドラクロワ（2011年3月7日、NHK総合） - ゲスト

### その他テレビ番組
- G-EGG（2020年2月 - 8月 MnetJAPAN） - 日韓合同アイドルオーディション番組のプロデューサーとして。

### MV
- FTISLAND：幸せです
- SeeYa：結婚しようよ（原題：결혼할까요）
- SeeYa：靴2（原題：구두2）

### 映画
- 君にラヴソングを（2010年） - ユナク 役
- 僕たちのアフタースクール（2011年） - ユナク 役
- 無花果の森（2014年） - キム・ヨンホ 役
- この世の果て（原題：세상의 끝 / 英題：The End of the World）（2014年） - ドングォン 役

### 舞台
- あなたの初恋探します（2013年11月13日 - 11月30日、アミューズ・ミュージカルシアター（現：六本木ブルー・シアター）） - キム・ジョンウク 役[11]
- ON AIR～夜間飛行～ - ジェイ 役
  - （2014年6月5日 - 6月9日、五反田ゆうぽうと）
  - （2015年2月5日 - 2月12日、Zeppブルーシアター六本木）
- ミュージカル『RENT』 - ロジャー 役
  - （2015年9月8日 - 10月9日、シアタークリエ）
  - （2017年7月 - 8月、シアタークリエ / 愛知県芸術劇場大ホール / 森ノ宮ピロティホール / 福岡市民会館大ホール）[12]
- ミュージカル『HARU～あの日に戻れるなら～』（2015年12月、明治座） - ハン・ミノ 役
- ミュージカル『INTERVIEW～お願い、誰か僕を助けて～』（2016年9月、京都劇場/2017年3月、Zeppブルーシアター六本木） - シンクレア 役
- ミュージカル『プリシラ』（2016年12月、日生劇場 / 2019年3月、日生劇場） - アダム（フェリシア） 役 [13]
- ミュージカル『花・虞美人』（2017年3月 - 4月、赤坂ACTシアター/愛知県芸術劇場大ホール/森ノ宮ピロティホール） - 劉邦 役 [14]
- ミュージカル『すべての瞬間は君だった』（2020年1月-2月、NAMIKIRI HALL/なかのZERO（もみじ山文化センター）-ルイ役）
- ミュージカル『すべての瞬間は君だった　シーズン２　～春～』（2020年４月　東京船堀　TOWER HALL FUNABORI　-ロウン役）※※新型コロナウイルスのビザ審査中止及びライブハウスのガイドラインによる入場人数制限により、公演中止
- 舞台「殺人の告白」（2022年6月、サンシャイン劇場） - イ・ドゥソク 役[15]

## ディスコグラフィー

### シングル
| 枚                    | 発売日                | タイトル                   | 最高位                | 販売形態              | 規格品番              | 形態                  | 備考                  |
| ユニバーサルJレーベル | ユニバーサルJレーベル | ユニバーサルJレーベル      | ユニバーサルJレーベル | ユニバーサルJレーベル | ユニバーサルJレーベル | ユニバーサルJレーベル | ユニバーサルJレーベル |
| --------------------- | --------------------- | -------------------------- | --------------------- | --------------------- | --------------------- | --------------------- | --------------------- |
| 1                     | 2012年3月21日         | Again                      | 8位                   | CD+DVD                | UPCH-9738             | 初回限定盤            |                       |
| 1                     | 2012年3月21日         | Again                      | 8位                   | CD                    | UPCH-5743             | 通常盤                |                       |
| 2                     | 2012年10月17日        | WAITING 4 U                | 7位                   | CD+DVD                | YRCS-95054            | 初回限定盤A           |                       |
| 2                     | 2012年10月17日        | WAITING 4 U                | 7位                   | CD+DVD                | UPCH-9796             | 初回限定盤B           |                       |
| 2                     | 2012年10月17日        | WAITING 4 U                | 7位                   | CD                    | UPCH-5776             | 通常盤                |                       |
| 3                     | 2014年1月29日         | キミのすべてを愛していたよ | 18位                  | CD+DVD                | UPCH-9913             | 初回限定盤A           |                       |
| 3                     | 2014年1月29日         | キミのすべてを愛していたよ | 18位                  | CD                    | UPCH-9914             | 初回限定盤B           |                       |
| 3                     | 2014年1月29日         | キミのすべてを愛していたよ | 18位                  | CD                    | UPCH-5812             | 通常盤                |                       |

### アルバム
| 枚                                    | 発売日                | タイトル              | 最高位                | 販売形態              | 規格品番              | 形態                  | 備考 |
| ユニバーサルJレーベル                 | ユニバーサルJレーベル | ユニバーサルJレーベル | ユニバーサルJレーベル | ユニバーサルJレーベル | ユニバーサルJレーベル | ユニバーサルJレーベル | ユニバーサルJレーベル |
| ------------------------------------- | --------------------- | --------------------- | --------------------- | --------------------- | --------------------- | --------------------- | --- |
| 1                                     | 2014年2月19日         | STARTING OVER         | 5位                   | CD+DVD                | UPCH-9915             | 初回限定盤A           | |
| 1                                     | 2014年2月19日         | STARTING OVER         | 5位                   | CD                    | UPCH-9916             | 初回限定盤B           | |
| 1                                     | 2014年2月19日         | STARTING OVER         | 5位                   | CD                    | UPCH-9917             | 初回限定盤C           | |
| YOSHIMOTO MUSIC ENTERTAINMENTレーベル |                       |                       |                       |                       |                       |                       | |
| 2                                     | 2016年6月29日         | REAL                  | 6位                   | CD+DVD                | YRCS-95067            | Type-A                | 全曲日本語の楽曲 |
| 2                                     | 2016年6月29日         | REAL                  | 6位                   | CD+DVD                | YRCS-95068            | Type-B                | 全曲日本語の楽曲 |
| 2                                     | 2016年6月29日         | REAL                  | 6位                   | CD                    | YRCS-95069            | Type-C                | 全曲日本語の楽曲 |
| 3                                     | 2018年1月17日         | The One               | 6位                   | CD+DVD                | YRCS-95090            | Type-A                | 表題曲「Do Your Own Thing feat.藤森慎吾」はMVで藤森慎吾と共演。                                                                            |
| 3                                     | 2018年1月17日         | The One               | 6位                   | CD+32Pブックレット    | YRCS-95091            | Type-B                | 表題曲「Do Your Own Thing feat.藤森慎吾」はMVで藤森慎吾と共演。                                                                            |
| 3                                     | 2018年1月17日         | The One               | 6位                   | CD                    | YRCS-95092            | Type-C                | 表題曲「Do Your Own Thing feat.藤森慎吾」はMVで藤森慎吾と共演。                                                                            |
| 4                                     | 2022年2月16日         | more...               | *位                   | CD+DVD                | COZP-1850/1           | Type-A                | ダブル表題曲「Tokyo Tower Romance トーキョータワー・ロマンス」と「Time ～流れていく時間にすべて消されるなら～」のMUSIC VIDEOが収録される。 |
| 4                                     | 2022年2月16日         | more...               | *位                   | CD+ブックレット       | COCP-41656            | Type-B                | ダブル表題曲「Tokyo Tower Romance トーキョータワー・ロマンス」と「Time ～流れていく時間にすべて消されるなら～」のMUSIC VIDEOが収録される。 |
| 4                                     | 2022年2月16日         | more...               | *位                   | CD                    | COCP-41657            | Type-C                | ダブル表題曲「Tokyo Tower Romance トーキョータワー・ロマンス」と「Time ～流れていく時間にすべて消されるなら～」のMUSIC VIDEOが収録される。 |

### タイアップ
| タイトル                        | タイアップ先                                                                 |
| ------------------------------- | ---------------------------------------------------------------------------- |
| Eternal Star 〜君のために〜     | 映画『マクベス』日本語版テーマソング                                         |
| Do Your Own Thing feat.藤森慎吾 | 読売テレビ・日本テレビ系『ダウンタウンDX』2018年1月・2月度エンディングテーマ |